# 能勢辰五郎
能勢 辰五郎（のせ たつごろう、1856年6月27日（安政3年5月25日） - 1911年（明治44年）5月14日）は、明治時代の外務官僚。統監府・朝鮮総督府官僚。全羅南道長官。

## 経歴
備中足守藩郷士・能勢泰助の三男。1873年（明治6年）外務省語学生となったのち書記生として外務省に出仕する。サンフランシスコに勤務したのち1882年（明治15年）神奈川県に奉職し領事館書記生となり1892年（明治25年）仁川副領事を経て、翌年同領事となる。のち総領事としてシカゴ、釜山、モントリオール、オタワに在勤し、1909年（明治42年）外務省通商局勤務から統監府大邱理事庁理事官に任じ、1910年（明治43年）10月、全羅南道長官に就任した。1911年（明治44年）5月14日、蓄膿小耳炎により死去した。

## 栄典
位階
- 1911年（明治44年）5月15日 - 正五位[2]

勲章等
- 1911年（明治44年）5月15日 - 勲三等瑞宝章[2]

## 親族
- 娘婿：岩崎正弥（長女こま夫、男爵・岩崎久弥弟）[1]
- 娘婿：小寺壮吉（二女清子夫、実業家）[1]